# Тані Татекі
Та́ні Тате́кі або Та́ні Кандзьо́ (яп. 谷干城, たにたてき / たにかんじょう; 18 березня 1837 — 13 травня 1911) — японський політичний і державний діяч. Офіцер, генерал-лейтенант Імперської армії Японії. Учасник Тайванського походу (1874) і Південно-західної війни (1877). Міністр сільського господарства і торгівлі (1885—1887). Другий голова школи Ґакусюїн (1884—1885). Депутат Палати перів. Псевдонім — Вайдзан.

## Біографія
Тані Татекі народився 18 березня 1837 року в південнояпонському уділі Тоса-хан, в самурайській родині. Він вивчав неоконфуціанство та військову справу в місті Едо, після чого повернувся на батьківщину. В рідному уділі Татекі почергово займав посади молодшого інспектора, викладача удільної школи Тідокан та Наґасацького інспектора. 1867 року він брав участь у переговорах щодо укладання сацумсько-тоського союзу.
Після реставрації Мейджі 1868 року Танекі виступив на боці нового Імператорського уряду. Він взяв участь у громадянській війні Босін 1868—1869 років, в якій керував урядовими військами проти частин сепаратистського Північного союзу. По закінченні збройного конфлікту Танекі було доручено проводити адміністративні реформи всередині Тоса-хану.
1871 року уряд призанчив Танекі тимчасовим старшим помічником Міністерства війни. Відтоді він займав переважно військові посади: голови Суду Імперської армії Японії, командувача Кумамотського гарнізону, директора Військової академії армії. 1877 року, в ході Південно-західної війни, що спалахнула на острові Кюсю, Танекі обороняв замок Кумамото, успішно відбив усі приступи антиурядових військ і тривалий час утримував позиції до приходу основних сил Імперської армії. За подвиги, проявлені у війні, він був удостоєний звання генерал-лейтенанта.
З 1881 року Танекі брав участь у громадському анти-олігархічному русі. Разом із Торіо Коятою, Міурою Ґоро та Соґою Сукенорі він виступав за впровадження Конституції та відкриття Парламенту, з метою обмежити вплив політичних і фінансових можновладців на Імператора.
1884 року Танекі став директором аристократичної школи Ґакусюїн, а 1885 року отримав портфель міністра сільського господарства і торгівлі в першому кабінеті міністрів Іто Хіробумі. Однак 1887 року, протестуючи проти діяльності міністра закордонних справ Іноуе Каору, він подав у відставку. Після цього Танекі розпочав критику урядового вестернізаційного курсу, вважаючи його шляхом до колонізації Японії Заходом на зразок Єгипту. Екс-міністр наполягав на дотриманні японських суспільно-політичних традицій і ратував за побудову «багатої держави і сильної армії» власними силами. Він видавав правоцентристську газету «Японія» і був організатором політичної партії Японський клуб, яка протестувала проти діяльності міністра закордонних справ Окуми Сіґенобу.
1890 року Танекі був удостоєний титулу віконт. Він став депутатом Палати перів японського Парламенту і відтоді неодноразово переобирався на цю посаду. Танекі постійно знаходився в опозиції до центральної влади, виступав проти збільшення податків, вимагав від уряду вести збалансовану фінансову політику і дотримуватися політики оборонного нейтралітету. Також колишній міністр засуджував розв'язування японсько-китайської війни 1894—1895 років та російсько-японської війни 1904—1905 років, які вважав розтринькуванням людських, фінаснових і промислових ресурсів країни.
Тані Татекі помер 13 травня 1911 року, у віці 75 років.